# Hereu

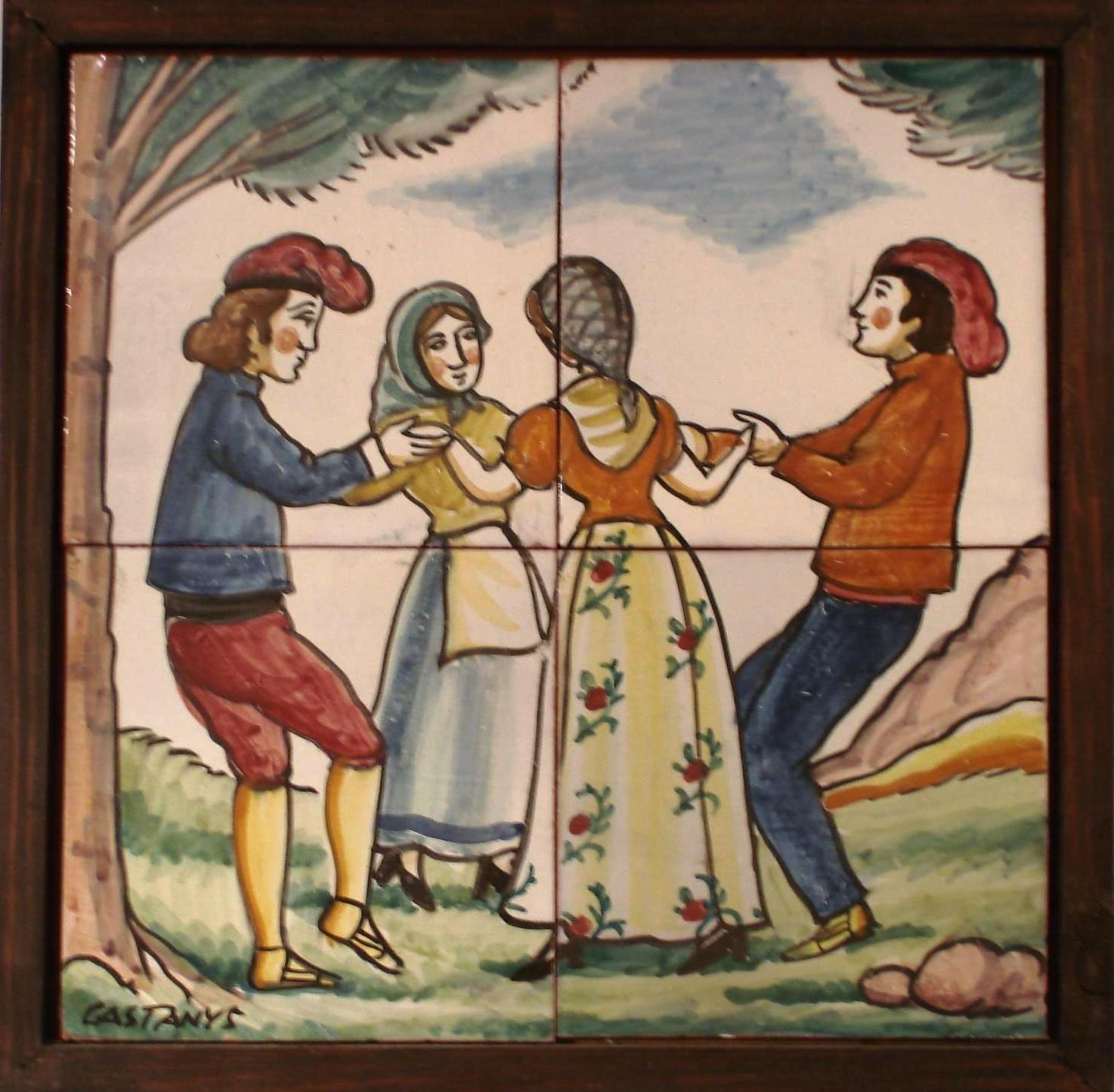
Grupo de hereus y pubilles bailando una sardana.

En la institución catalana, se denomina hereu (en castellano: heredero) a la persona designada para recibir una herencia, generalmente el hijo mayor de una familia. La tradición surge en la Edad Media por la necesidad de evitar la división del patrimonio familiar y mantener la economía familiar, basada entonces en la agricultura. De acuerdo con el Código Civil de Cataluña (antes Código de sucesiones), para la validez de un testamento es imprescindible que contenga la designación de al menos un heredero. 
En ausencia de un descendiente varón la herencia pasaría a la pubilla (la hija mayor).